# Österreichischer Frauen-Fußballcup 2000/01
Der Österreichische Frauen-Fußballcup wurde in der Saison 2000/01 zum 27. Mal ausgespielt. Als ÖFB-Frauen-Cup wurde er vom Österreichischen Fußballbund zum neunten Mal durchgeführt und begann am 28. August 2000 mit der ersten Runde und endete am 27. Mai 2001 mit dem Finale im Wiener Ernst-Happel-Stadion. Den Pokal gewann zum zehnten Mal der USC Landhaus.

## Teilnehmende Mannschaften
Für den österreichischen Frauen-Fußballcup haben sich anhand der Teilnahme der Ligen der Saison 2000/01 folgende 32 Mannschaften, die nach der Saisonplatzierung der Frauen-Bundesliga 1999/2000, der 2. Division Ost 1999/2000, der Landesliga Steiermark 1999/2000 und der Regionalliga West 1999/2000 geordnet sind, und der neugegründeten 2. Division Mitte qualifiziert. Teams, die als durchgestrichen gekennzeichnet sind, nahmen am Wettbewerb aus diversen Gründen nicht am Wettbewerb teil oder sind zweite Mannschaften und spielten daher nicht um den Pokal mit. Weiters konnten noch der Landescupsieger, der Landesmeister oder auch Vertreter der Saison 1999/2000 teilnehmen.
| Frauen-Bundesliga (10) | 2. Division Mitte (4) | 2. Division Ost (7) |
| --- | --- | --- |
| - USC Landhaus (W) (C) - Union Kleinmünchen (OÖ) - SV Neulengbach (NÖ) - Innsbrucker AC (T) - ESV Süd-Ost (W) - SC Brunn am Gebirge (NÖ) - 1. DFC Leoben (ST) - FC Hellas Kagran (W) - Schwarz-Weiß Bregenz (V) (N) - SC Stattersdorf (NÖ) (N) | - SV Garsten (OÖ) (L2) - USK Hof (S) (L4) - Union Babenberg Linz Süd (OÖ) (L3) - Union Kleinmünchen II (OÖ) (LM) - Lieferinger SV (S) - ASK Salzburg (S) (L2) - SV Taufkirchen/Pram (OÖ) (LN)                                        | - SV Horn (NÖ) - DFC Heidenreichstein (NÖ) - USG Ardagger/Neustadtl (NÖ) - SC Damen Dörfl (B) - SG USC Rohrbach/SV Böheimkirchen (NÖ) - DFV Juwelen Janecka (W) - ASK Erlaa (W) (LM-NÖ) (N)                                                   |
| Landesliga Steiermark (2) | 2. Division West (3) | |
| - SC St. Ruprecht/Raab (ST) - USV Eichberg (ST) - LUV Graz (ST) - USV Seckau (ST) - USC Schäffern (ST) - SK Stojen (ST) - SC Unterpremstätten (ST) - FC Ligist (ST) - FC Piberstein Lankowitz (ST) | - FC Lingenau (V) - SK Zirl (T) - FC Egg (V) - FC Alberschwende (V) - FC Fussach (V) - FC Götzis (V) - New Energy 95 Dornbirn (V) - Innsbrucker AC II (T) (LM) (N)                                                                   | |
| Landescupsieger, Meister oder Meistervertreter aus der Landesliga (6) | | |
| - SV Pinkafeld (B) (LM) - SC Damen Dörfl (B) (LC) - ASV St. Margarethen/Lavanttal (K) (??) - SV Spittal/Drau (K) (??) - SV Langenrohr (NÖ) (L7) - SC Hof/Leitha (NÖ) (L8) - SV Stockerau (NÖ) (LN) | - Union Kleinmünchen II (OÖ) (LM) - SV Garsten (OÖ) (L2), siehe 2. Division Mitte - Union Babenberg Linz Süd (OÖ) (L2), siehe 2. Division Mitte - ASK Salzburg (S) statt PSV Schwarz-Weiß Salzburg (S) (L2), siehe 2. Division Mitte | - Lieferinger SV (S) statt DFC Anthering (S) (L3), siehe 2. Division Mitte - USK Hof (S) (L4), siehe 2. Division Mitte - Innsbrucker AC II (T) (LM), siehe Regionalliga West - Verein (V) (LC) - ASK Erlaa (W) (LM-NÖ), siehe 2. Division Ost |
| Erläuterungen Länderkürzel: (B): Burgenland, (K): Kärnten, (NÖ): Niederösterreich, (OÖ): Oberösterreich, (S): Salzburg, (ST): Steiermark, (T): Tirol, (V): Vorarlberg, (W): Wien; Vereins-Landes-Bewerbserfolg: (LC): Landescupsieger, (LCF): Landescupfinalist, (LM): Landesmeister, (Lx): x. Platz der Landesliga, (LN): Landesliga-Aufsteiger, (..-x): x Landesliga siehe Länderkürzel | | |

| (C) | amtierender Cupsieger 1999/2000  |
| (A) | Absteiger der Saison 2000/01     |
| (N) | Neuaufsteiger der Saison 2000/01 |

## Turnierverlauf

### 1. Cuprunde
| Datum                   |                                  | Ergebnis              |                        |
| ----------------------- | -------------------------------- | --------------------- | ---------------------- |
| 03.09.2000 um 11:00 Uhr | DFV Juwelen Janecka              | 0:3 (0:0)             | SC Stattersdorf        |
| 02.09.2000 um 16:00 Uhr | SC Damen Dörfl                   | 5:2 (1:0)             | ESV Süd-Ost            |
| 02.09.2000 um 20:00 Uhr | SV Horn                          | 3:0 (1:0)             | FC Hellas Kagran       |
| 03.09.2000 um 17:00 Uhr | SV Pinkafeld                     | 2:5 (2:2)             | SC Brunn am Gebirge    |
| 03.09.2000 um 14:30 Uhr | DFC Heidenreichstein             | 0:4 (0:2)             | SV Neulengbach         |
| 03.09.2000 um 16:30 Uhr | SG USC Rohrbach/SV Böheimkirchen | 0:7 (0:5)             | USC Landhaus           |
| 03.09.2000 um 12:30 Uhr | ASK Erlaa                        | 8:0 (4:0)             | SC Hof/Leitha          |
| 03.09.2000 um 15:30 Uhr | SV Stockerau                     | 2:4 (1:3)             | SV Langenrohr          |
| 02.09.2000 um 17:00 Uhr | SC St. Ruprecht/Raab             | 1:2 (0:1)             | 1. DFC Leoben          |
| 03.09.2000 um 17:00 Uhr | ASV St. Margarethen/Lavanttal    | 5:0 (2:0)             | USV Eichberg           |
| 03.09.2000 um 14:00 Uhr | SV Garsten                       | 7:1 (4:0)             | USK Hof                |
| 03.09.2000 um 17:00 Uhr | ASK Salzburg                     | 1:15 (1:4)            | Union Kleinmünchen     |
| 03.09.2000 um 15:00 Uhr | Union Babenberg Linz Süd         | 0:0 n. V. (5:4 i. E.) | USG Ardagger/Neustadtl |
| 03.09.2000 um 17:30 Uhr | SK Zirl                          | 0:17 (0:8)            | Innsbrucker AC         |
| 03.09.2000 um 11:00 Uhr | SV Spittal/Drau                  | 6:3 (2:2)             | Schwarz-Weiß Bregenz   |
| 28.08.2000 um 19:15 Uhr | FC Egg                           | 1:8 (1:4)             | FC Lingenau            |

### 2. Cuprunde
| Datum                 |                     | Ergebnis   |                               |
| --------------------- | ------------------- | ---------- | ----------------------------- |
| 08.10.2000; 15:00 Uhr | SV Langenrohr       | 0:9 (0:4)  | Union Kleinmünchen            |
| 08.10.2000; 15:00 Uhr | SC Damen Dörfl      | 1:4 (0:3)  | 1. DFC Leoben                 |
| 08.10.2000; 15:00 Uhr | USC Landhaus        | 13:2 (7:1) | ASV St. Margarethen/Lavanttal |
| 08.10.2000; 15:00 Uhr | SV Horn             | 3:0 2CR1   | FC Lingenau                   |
| 08.10.2000; 15:00 Uhr | Innsbrucker AC      | 4:1 (1:1)  | ASK Erlaa                     |
| 08.10.2000; 15:00 Uhr | SV Spittal/Drau     | 4:1 (2:0)  | SC Stattersdorf               |
| 08.10.2000; 15:00 Uhr | SV Neulengbach      | 11:1 (6:0) | Union Babenberg Linz Süd      |
| 08.10.2000; 15:00 Uhr | SC Brunn am Gebirge | 3:5 (1:2)  | SV Garsten                    |

### Viertelfinale
| Datum                   |                 | Ergebnis  |                    |
| ----------------------- | --------------- | --------- | ------------------ |
| 01.04.2001 um 10:30 Uhr | Innsbrucker AC  | 1:2 (0:2) | 1. DFC Leoben      |
| 01.04.2001 um 15:00 Uhr | SV Garsten      | 2:7 (2:2) | Union Kleinmünchen |
| 01.04.2001 um 10:30 Uhr | USC Landhaus    | 4:0 (2:0) | SV Horn            |
| 01.04.2001 um 10:30 Uhr | SV Spittal/Drau | 2:7 (2:2) | SV Neulengbach     |

### Halbfinale
| Datum                   |                | Ergebnis  |                    |
| ----------------------- | -------------- | --------- | ------------------ |
| 01.05.2001 um 15:00 Uhr | SV Neulengbach | 1:2 (0:1) | USC Landhaus       |
| 01.05.2001 um 15:00 Uhr | 1. DFC Leoben  | 1:2 (1:1) | Union Kleinmünchen |

### Finale
Das Finale wurde im Ernst-Happel-Stadion in Wien ausgetragen.
| Datum                   |              | Ergebnis   |                    |
| ----------------------- | ------------ | ---------- | ------------------ |
| 27.05.2001 um 14:00 Uhr | USC Landhaus | 10:1 (7:1) | Union Kleinmünchen |

## ÖFB-Supercup der Frauen
Das Finale wurde im Tivoli in Innsbruck ausgetragen.
| Datum      |                                 | Ergebnis |                         |
| ---------- | ------------------------------- | -------- | ----------------------- |
| 07.07.2001 | USC Landhaus (M, C)             | 0:1      | Union Kleinmünchen (CF) |
|            | Tore: 0:1 Judith Riederer (62.) |          |                         |

| Legende: (M): Meister, (C): Cupsieger, (CF): Cupfinalist |